# 離散群
在數學中，離散群是配備了離散拓撲的群 G。帶有這種拓撲 G 成為了拓撲群。拓撲群 G 的離散子群是其相對拓撲為離散拓撲的子群 H。例如，整數集 Z 形成了實數集 R 的離散子群，但是有理數集 Q 不行。
任何群都可以給予離散拓撲。因為出自離散空間的所有映射都是連續的，離散群的拓撲同態完全就是底層群的群同態。因此，在群范疇和離散群范疇之間有一個同構，離散群因此同一於它們的底層(非拓撲)群。由于這個想法，術語離散群論被用來稱呼對沒有拓撲結構的群的研究，用來對比於拓撲群論或李群論。它在邏輯上和技術上被分為有限群論和無限群論。
在有些場合拓撲群或李群反自然的配備上離散拓撲是有用的。這可以在玻爾緊緻化理論和在李群的群上同調理論中找到實例。

## 性質
因為拓撲群是齊次的，你只需要查看一個單一的點就能確定這個群是否為離散的。特別是，拓撲群是離散的，當且僅當包含單位元的單元素集合是開集。
離散群是和零維李群同樣的東西(不可數離散群不是第二可數的，所以要求李群滿足這個公理的作者不把這些群認做李群)。離散群的單位元單元就是平凡子群而單元的群同構于這個群自身。
因為只有在有限集合上的豪斯多夫拓撲是離散拓撲，有限豪斯多夫拓撲群必然是離散群。可得出所有的豪斯多夫群的有限子群是離散群。
G 的離散子群 H 是馀緊緻(cocompact)的，如果有 G 的緊子集 K 使得 HK = G。
離散正規子群在覆蓋群和局部同構群的理論中扮演重要角色。連通群 G 的離散正規子群必然位於 G 的中心并因此是阿貝爾群。
其他性質:
- 所有離散群的子群都是離散群。
- 所有離散群的商群都是離散群。
- 有限個離散群的乘積是離散群。
- 離散群是緊群當且僅當它是有限的。
- 所有離散群都是局部緊群。
- 所有豪斯多夫群的離散子群都是閉合的。
- 所有緊緻豪斯多夫群的離散子群都是有限的。

## 例子
- 卷結群和壁紙群是歐幾里德平面的等距同構群的離散子群。壁紙群是馀緊緻的，但卷結群不是。
- 空間群是某維度的歐幾里德空間的等距同構群的離散子群。
- 結晶群通常意味著馀緊緻的、某個歐幾里德空間的等距同構的離散子群。但是有時結晶群可以是冪零或可解李群的馀緊緻離散子群。
- 所有三角群 T 是球面(在 T 是有限的時候)、歐幾里德平面(在 T 有有限指標的 Z + Z 子群的時候)或雙曲面的等距同構群的離散子群。
- 富克斯群通過定義是雙曲面的等距同構群的離散子群。
  - 保持定向并作用在雙曲面的上半面上的 Fuchsian 群李群 PSL(2,R) 的離散子群，它是雙曲面的上半面模型的定向保持等距同構的群。
  - 富克斯群有時被認為是克萊因群的特殊情況，通過把雙曲面等距的嵌入到三維雙曲空間中并擴張在這個面上的群作用到整個空間。
  - 模群是 PSL(2,Z)，被認為 PSL(2,R) 的離散子群。模群是在 PSL(2,R) 中的格，但它不是馀緊緻的。
- 克萊因群通過定義是雙曲3-空間的等距同構群的離散子群。這包括準-富克斯群。
  - 定向保持和作用在雙曲 3-空間的上半面模型上的克萊因群是李群 PSL(2,C) 的離散子群，它是雙曲 3-空間的上半面模型的定向保持等距同構的群。
- 在李群中的格是使得商群的哈爾測度為有限的離散子群。